# 里利冰川
70°3′S 68°20′W / 70.050°S 68.333°W
里利冰川（英語：Riley Glacier）是南極洲的冰川，位於帕爾默地，長26公里、寬31公里，最終在特勒弗斯山脈和迪克西山之間注入喬治六世海峽，現時由南極條約體系管理。